# Guingamp
Guingamp (Gwengamp en bretó) és un municipi francès situat al departament de Costes d'Armor i a la regió de Bretanya. L'any 1999 tenia 8.008 habitants. El 8 de juliol de 2008 el consell municipal va aprovar la carta Ya d'ar brezhoneg. A l'inici del curs 2007 el 15,2% dels alumnes del municipi eren matriculats a la primària bilingüe.

## Demografia
| 1962                                       | 1968  | 1975  | 1982  | 1990  | 1999  |
| ------------------------------------------ | ----- | ----- | ----- | ----- | ----- |
| 8.956                                      | 9.232 | 9.284 | 8.507 | 7.905 | 8.008 |
| Des de 1962: població sense dobles comptes |       |       |       |       |       |

## Administració
| Període   | Identitat         | Partit        |
| --------- | ----------------- | ------------- |
| 1962-1977 | Édouard Ollivro   | PDM           |
| 1977-1982 | François Leizour  | PCF           |
| 1989-1995 | Albert Lissillour | Divers droite |
| 1995-2008 | Noël Le Graët     |               |
| 2008-     | Annie Le Houérou  | PCF           |

## Personatges il·lustres
- Guy Ropartz, compositor
- Erwan ar Moal, escriptor en bretó
- Goulven Mazéas, militant autonomista bretó
- Frañsez Favereau, escriptor en bretó